# Mario Pomilio

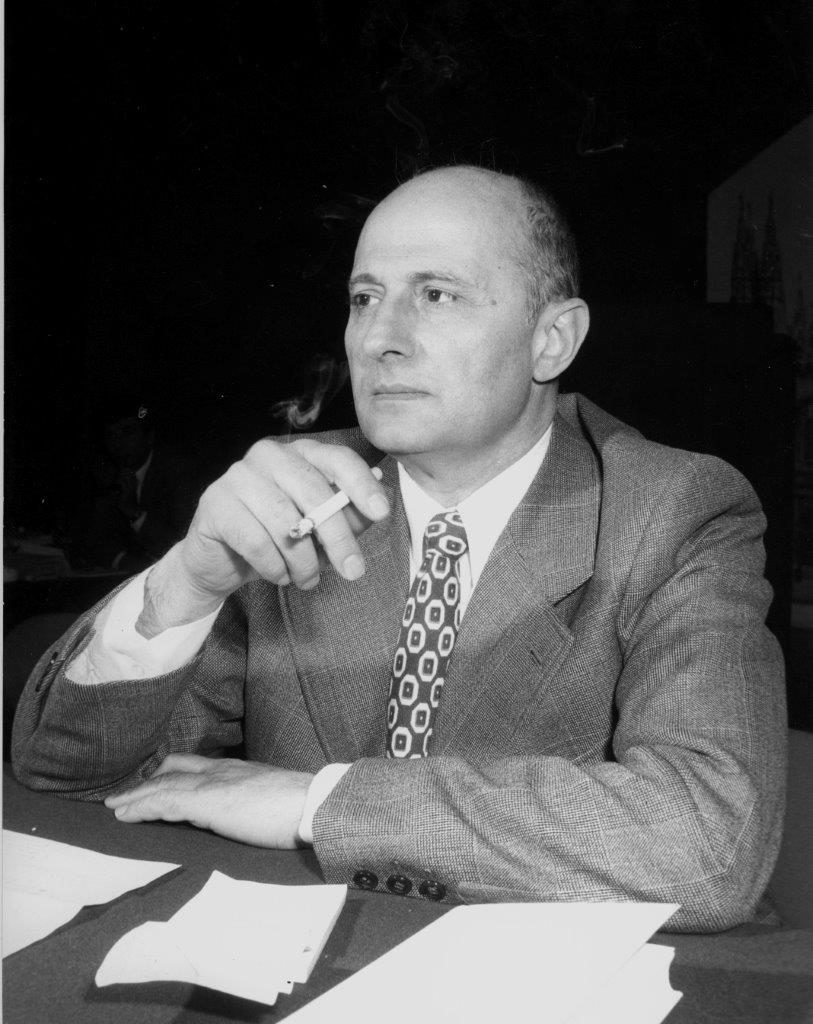
Mario Pomilio na década de 1970

Mario Pomilio (Orsogna, 14 de janeiro de 1921 – Nápoles, 3 de abril de 1990) foi um jornalista, político e escritor italiano do século XX. 

## Biografia
Mario Pomilio ganhou o prêmio Strega (1983) para Il Natale del 1833 (Rusconi), o prêmio Campiello (1965) por La compromissione, e na França, o Melhor Livro Estrangeiro (1977) por O Quinto Evangelho (It. Il Quinto evangelio). De 1984 a 1989, foi deputado pelo Democracia Cristã, depois de ter feito campanha para o Partido Socialista Italiano.